# فعل الخير

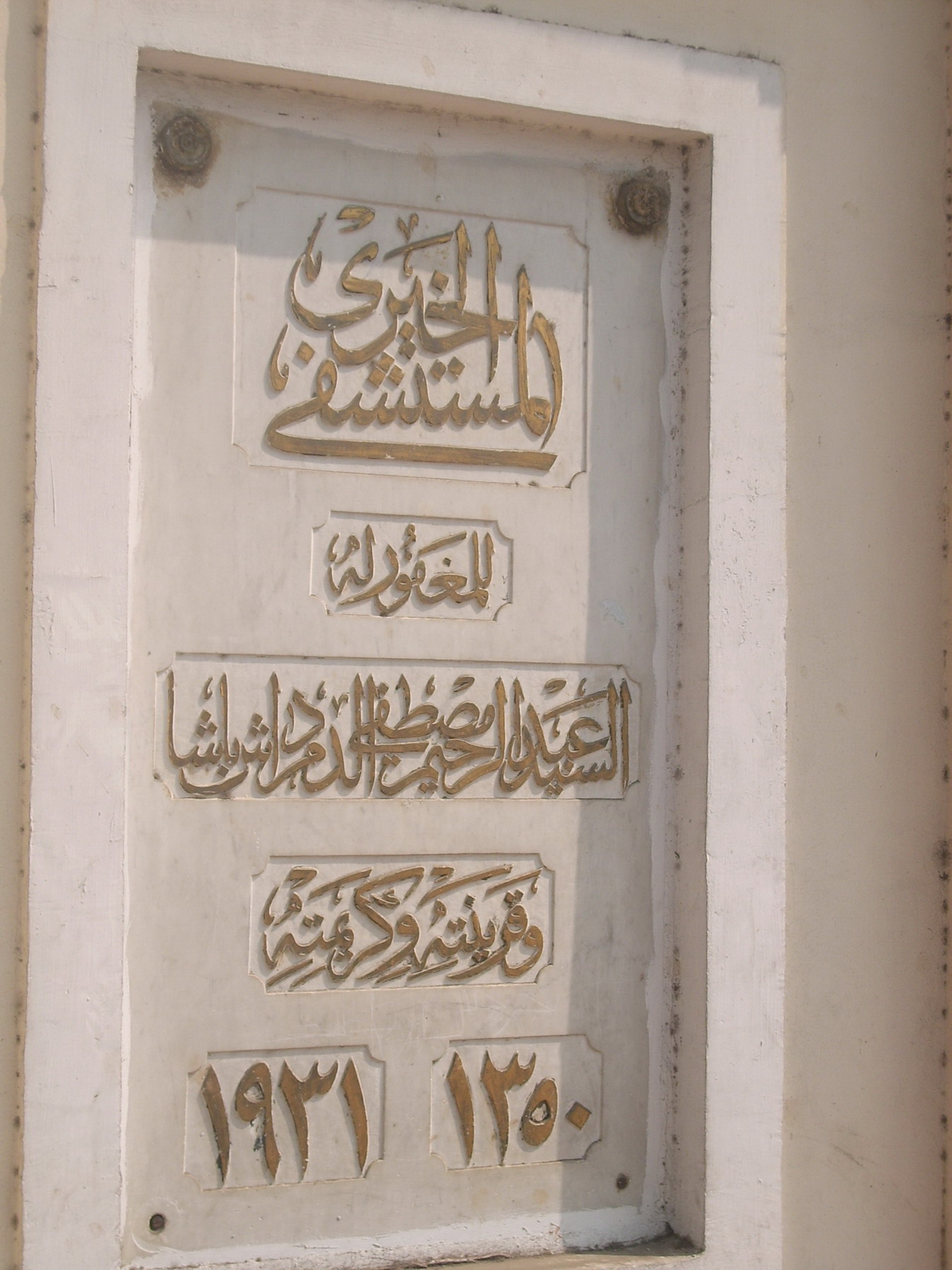
«المستشفى الخيري» - مستشفى الدمرداش.

فعل الخير أو الإحسان هو عمل إنساني فطري ، يكون عبر التبرع او الصدقة او الزكاة ، او تقديم المساعدة ماديا او معنويا 

## فعل الخير في الإسلام
فعل الخير في الإسلام يقتصر حول مسلكين هما : الطوعي و الإجباري 
الطوعي : هو ما يفعله المسلم بمحض ارادته ، ويدخل في فعل الخير على العموم .
الاجباري : ما حث عليه الإسلام ، و يكون في اثنين : الزكاة و الصدقة
.الزكاة : وهي حصة معينة من المال او الأغنام او الحصاد او المجوهرات المعينة التي تعطى بكمية محدودة كل عام ، وهي فرض على المسلمين ومن اركان الإسلام الخمسة . دليلها من السنة : قول الرسول صلى الله عليه وسلم: { بني الإسلام على خمس : شهادة أن لا إله إلا الله ، وأن محمدا عبده ورسوله ، وإقام الصلاة ، وإيتاء الزكاة ، وصوم رمضان ، وحج البيت لمن استطاع اليه سبيلا } *حديث صحيح* .دليلها من القرآن : قول الله تعالى :  ﴿ وَأَقِيمُوا الصَّلَاةَ وَآتُوا الزَّكَاةَ وَارْكَعُوا مَعَ الرَّاكِعِينَ ٤٣﴾ [البقرة:43]
.الصدقة : وهي إعطاء المحتاجين شيئا نافعا ماديا *مال / طعام … إلى آخره. * او معنويا *ابتسامة في وجه احدهم / إماطة الاذى عن الطريق … إلى آخره. * . دليلها من السنة : قال الرسول صلى الله عليه وسلم: {  ما نقصتْ صدقةٌ من مال، وما زادَ الله عبدا بعفو إلا عِزّا، وما تواضع أحدٌ لله إلا رفعه الله } . دليلها من القرآن الكريم : قال تعالى : {  إِنْ تُبْدُوا الصَّدَقَاتِ فَنِعِمَّا هِيَ وَإِنْ تُخْفُوهَا وَتُؤْتُوهَا الْفُقَرَاءَ فَهُوَ خَيْرٌ لَكُمْ وَيُكَفِّرُ عَنْكُمْ مِنْ سَيِّئَاتِكُمْ وَاللَّهُ بِمَا تَعْمَلُونَ خَبِيرٌ } [البقرة : 271 ] 

## فعل الخير في العموم
فعل الخير فطرة في الإنسان ، حتى لو لم يذكر في الديانات او الكتب او كان من المقترحات ، فالشعور بالآخرين شيء اعتيادي ، لأنه جزء من الإنسانية، وقد خرجت نماذج من بعض الناس مثل التبرع بالدم / زيارة المرضى / تقديم الأموال / القيام بحملات تطوعية على مستوى المدينة او الحي … الخ 

## الجمعيات الخيرية
الجمعية الخيرية هي مؤسسة خيرية تهدف إلى مساعدة شريحة من الناس أو عامة الناس، ويعتمد دخلها عادةً على تبرعات عامة الناس أو الحكومات ، وتكون إلكترونية او مؤسسات على ارض الواقع . 
تهدف الجمعيات الخيرية لمساعدة المحتاجين والمساكين والفقراء واليتامى من الأطفال والنساء والعجزة حول العالم ، و تتم مساعداتها عبر أموال الناس و ما يقدمونه تطوعا ، فهي تهتم بالقضايا ، وأشهر هذه القضايا : قضايا الإبادات الجماعية / قضايا التهجير كقضية فلسطين / وغيرها الأخرى 
تدعم الأمم المتحدة مختلف الجمعيات الخيرية الكبرى ، كونها تساهم بشكل كبير في حل مشاكل الفقر و التهجير ، وإعانة المستضعفين في ظروف الحرب و النزاعات 